# Siergiej Jeroszyn
Siergiej Walerijewicz Jeroszyn, ros. Сергей Валериевич Ерошин (ur. 26 lipca 1973, zm. 6 sierpnia 2020 w Togliatti) – rosyjski żużlowiec.
Złoty medalista młodzieżowych indywidualnych mistrzostw Rosji (1994). Srebrny medalista indywidualnych mistrzostw Rosji (Togliatti 1994).
Finalista drużynowych mistrzostw świata (Piła 1997 – VI miejsce). Brązowy medalista klubowego Pucharu Europy (Diedenbergen 1999 – w barwach klubu Mega-Łada Togliatti).
Startował w lidze polskiej, w barwach klubów Śląsk Świętochłowice (2000) oraz KSM Krosno (2001–2002).